# Goupia glabra

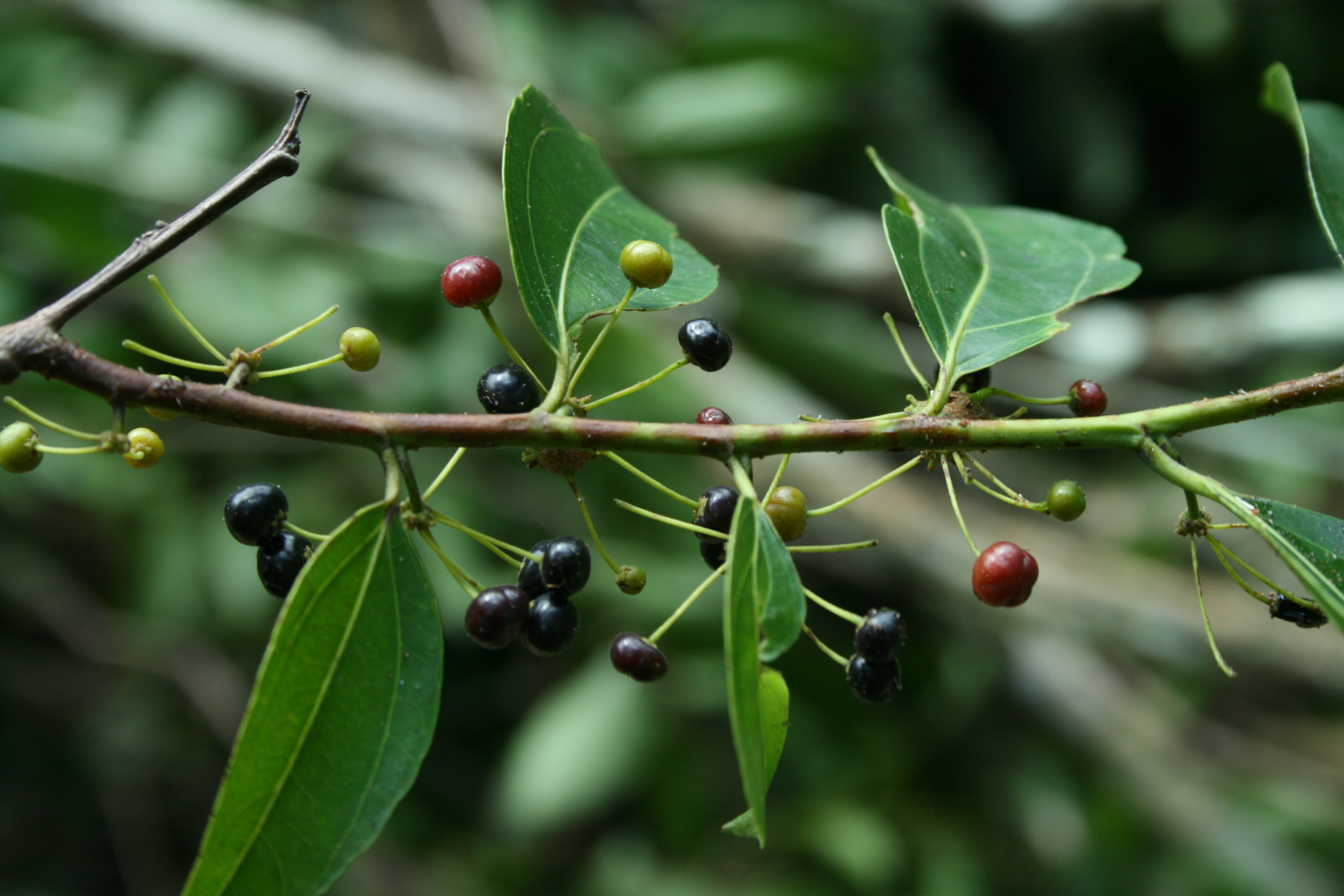
Blätter und Früchte

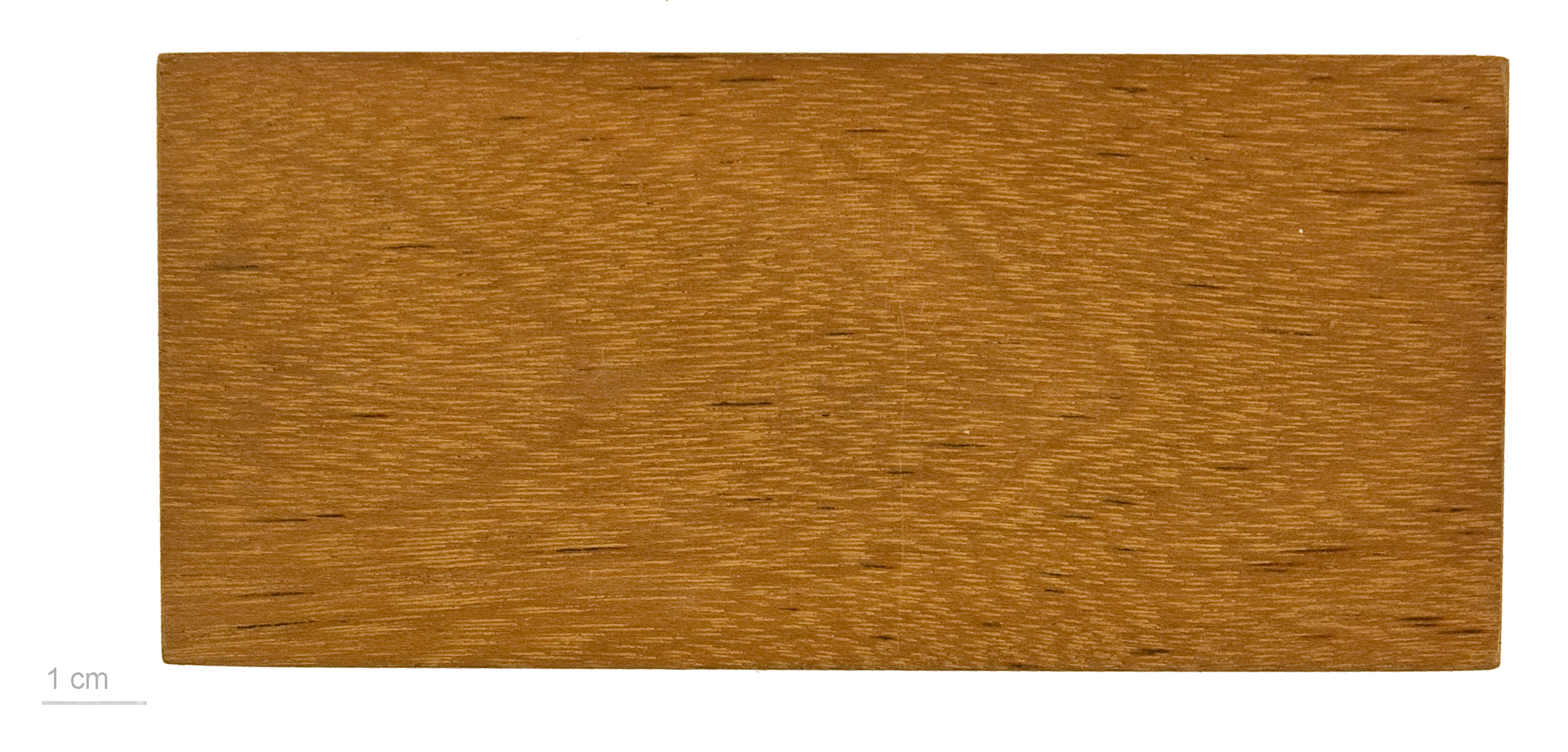
Holz

Goupia glabra ist ein Baum in der Familie der Goupiaceae aus dem mittleren bis nördlichen Süd- bis Mittelamerika von Panama bis ins nördliche Brasilien.

## Beschreibung
Goupia glabra wächst als halbimmergrüner Baum bis 35–40 Meter hoch. Der Stammdurchmesser erreicht bis 70–90 Zentimeter. Es werden oft hohe Brettwurzeln ausgebildet. Die leicht raue, etwas rissige Borke ist braun–grau und im Alter etwas schuppig bis abblätternd.
Die einfachen, dünnledrigen Laubblätter sind wechselständig und kurz gestielt. Der leicht rinnige Blattstiel ist bis 0,5–1 Zentimeter lang. Die eiförmigen bis elliptischen, spitzen bis zugespitzten Blätter, mit öfters ungleicher Spreite, sind 5–12 Zentimeter lang und am Rand ganz bis feingekerbt, -gesägt. Sie sind oberseits kahl und unterseits auf den Adern schwach behaart. Die Nervatur ist gefiedert mit gebogenen Seitenadern. Die größeren, länglichen Nebenblätter sind abfallend.
Es werden achselständige, mehrblütige und gestielte Dolden gebildet. Die langstieligen Blüten sind zwittrig mit doppelter Blütenhülle. Die schlanken, 8–15 Millimeter langen Blütenstiele sind leicht feinhaarig. Der becherförmige Kelch ist klein mit kurzen Zipfeln. Die klappigen, 7–8 Millimeter langen, schmal-eilanzettlichen und leicht feinhaarigen Petalen mit auslaufender Spitze und leicht eingefalteten Rändern, sind senfgelb-weiß mit roter Basis. Die 5 kurzen, freien Staubblätter besitzen an der Spitze behaarte Antheren. Der mehrkammerige, abgeflachte, rundliche Fruchtknoten ist oberständig, mit mehreren, kurzen und pfriemlichen, abstehenden Griffeln mit minimalen, kopfigen Narben. Es ist ein Diskus vorhanden.
Es werden kleine, kahle und mehrsamige, anfänglich gelbe, dann rote und zur Reife schwärzliche, 4–6 Millimeter große, rundliche, gekammerte Steinfrüchte mit beständigem Kelch und fester Schale gebildet. Die gelb-braunen, 2–5 Samen (Pyrene) sind bis 1,5 Millimeter groß.

## Verwendung
Das recht schwere, moderat beständige, harte Holz mit starkem Geruch ist bekannt als Goupi, Kabukalli, Kopie, Cupiúba oder Stinkwood. Es wird für verschiedene Anwendungen genutzt.
Die Rinde und der Rindensaft werden medizinisch verwendet.